# Hybos bicoloripes
Hybos bicoloripes är en tvåvingeart som beskrevs av Saigusa 1963. Hybos bicoloripes ingår i släktet Hybos och familjen puckeldansflugor. Inga underarter finns listade i Catalogue of Life.